# William R. Tolbert, mlađi
William Richard Tolbert mlađi (13. svibnja 1913. – 12. travnja 1980.), afrički političar i državnik, 20. predsjednik Liberije.
Na položaju predsjednika bio je od 1971. do 1980. godine.
Obrazovan za državnog službenika, izabran je u Zastupnički dom 1955. godine. Od 1951. do 1971. bio je potpredsjednik Liberije. Postao je predsjednik nakon što je njegov prethodnik umro.
Dopustio je oporbu na izborima i proveo je neke liberalne reforme. Ipak, bio je kritiziran zbog siromaštva nekih domorodačkih plemena.
Ponovno je izabran 1975. godine.Silom je gušio prosvjede protiv poskupljenja cijene riže.
U travnju 1979. godine, izbili su prosvjedi u kojima je vojska ubila 70 ljudi. Predsjednik Tolbert poduzeo je mjere za obuzdavanje nemira, ali nije uspio.
Naoružani vojni pobunjenici svrgnuli su ga u puču 12. travnja 1980. Izboden je 15 puta.
Vođa udara, narednik Samuel Doe, pogubio je nekoliko dužnosnika njegove administracije.
Tolbert je predsjedao Organizacijom afričkog jedinstva od srpnja 1979. do svoje smrti. Bio je veliki meštar masona i starješina u baptističkoj crkvi. Bio je i zaređeni baptistički svećenik.